# Mord an Tupac Shakur

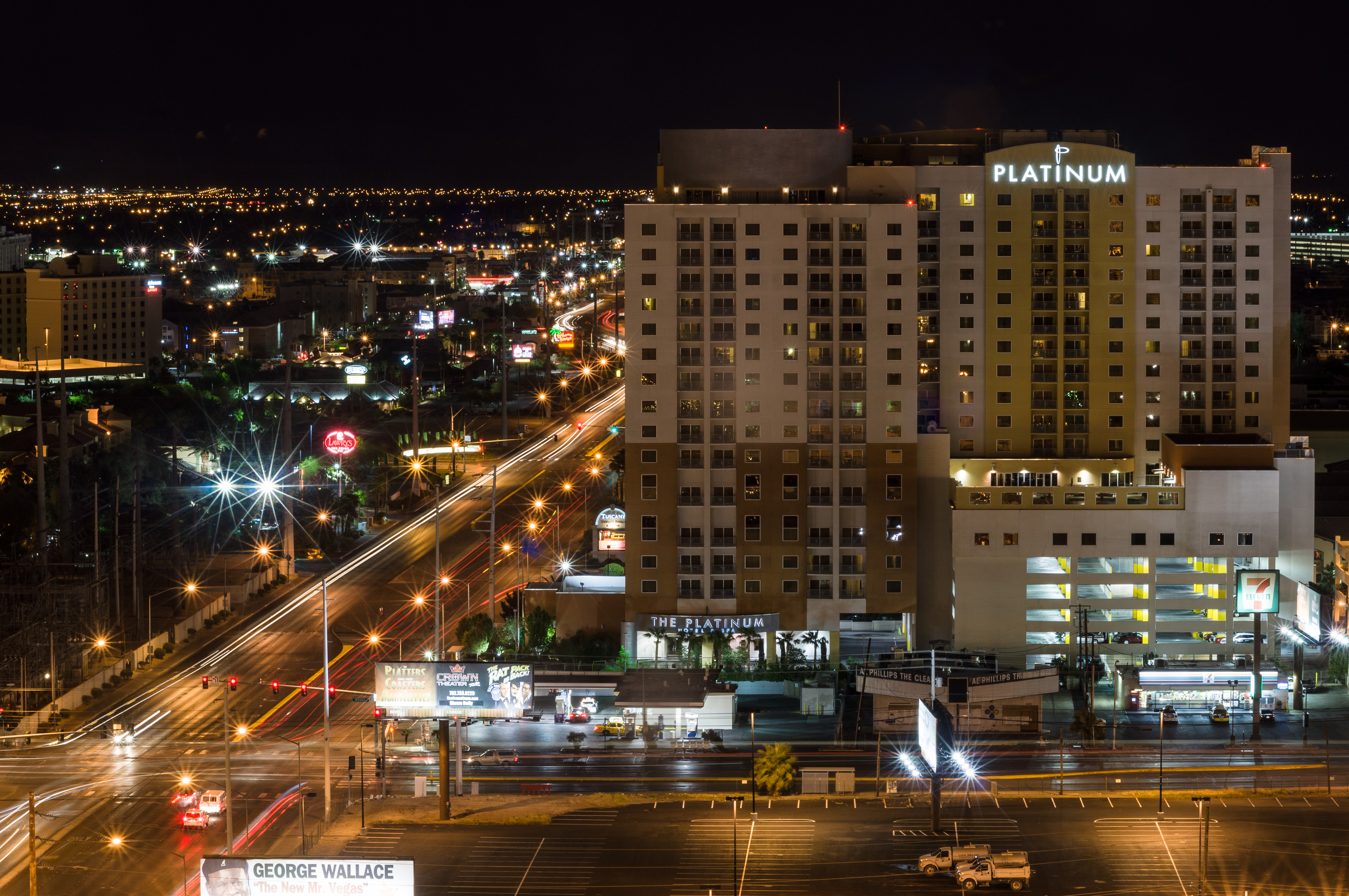
Kreuzung East Flamingo Road/Koval Lane (2012)

Der Mord an Tupac Shakur ereignete sich am 7. September 1996, als der US-amerikanische Rapper Tupac Shakur bei einem Drive-by-Shooting in Las Vegas tödlich getroffen wurde. Die Schießerei fand um 23:15 Uhr (Ortszeit) statt, als der Wagen, in dem Shakur saß, an einer roten Ampel an der Kreuzung East Flamingo Road/Koval Lane angehalten wurde. Er starb sechs Tage später an seinen Verletzungen.

## Vorgeschichte
Am 7. September 1996 sah sich Shakur gemeinsam mit Suge Knight, dem Leiter von Death Row Records, und mehreren Freunden den Boxkampf seines Freundes Mike Tyson gegen Bruce Seldon im MGM Grand Hotel in Las Vegas an. Nach dem Verlassen des MGM Grand bemerkte einer von Knights Mitarbeitern, Travon Lane, ein Mitglied der Mob-Piru-Gang, Orlando Anderson von den rivalisierenden Southside Crips, in der Lobby des MGM Grand.
Bereits im Mai 1996 versuchten Anderson und eine Gruppe von Southside Crips, Lane in einer Foot-Locker-Filiale auszurauben. Lane informierte Shakur, der seinerseits Anderson in der Lobby angriff. Shakur fragte Anderson, ob er aus dem „Süden“ (Southside Crips) stamme, schlug ihm ins Gesicht und warf ihn zu Boden. Shakurs und Knights Entourage halfen bei den Angriffen auf Anderson. Der Kampf, der von der Videoüberwachung des MGM Grand aufgezeichnet wurde, wurde vom Sicherheitspersonal des Hotels unterbrochen.
Nach der Schlägerei kehrte Shakur in sein Hotel, das Luxor Hotel and Casino, zurück. Er offenbarte seiner Freundin Kidada Jones seine Beteiligung an dem Kampf mit Anderson. Shakur fuhr mit Knight weg und ging zum Club 662, der Knight gehörte, um bei einem Wohltätigkeitskonzert aufzutreten.

## Schießerei und Folgen
Zwischen 23:00 Uhr und 23:05 Uhr wurden Shakur und Knight auf dem Las Vegas Boulevard von Beamten der LVMPD Bike Patrol angehalten, weil sie die Stereoanlage ihres Autos zu laut eingestellt hatten und an ihrem Wagen, einem 1996er BMW 750iL, keine Nummernschilder angebracht waren.
Die Nummernschilder wurden im Kofferraum von Knights Auto gefunden. Die Gruppe wurde einige Minuten später wieder freigelassen, ohne vorgeladen zu werden.
Um 23:15 Uhr hielt ein weißer, viertüriger Cadillac rechts neben Knight an. Der Schütze, der auf dem Rücksitz des Cadillac saß, kurbelte das Fenster herunter und feuerte schnell Schüsse aus einer Glock 22 mit Kaliber 40 auf Shakur ab. Dieser wurde viermal getroffen: zweimal in die Brust, einmal in den Arm und einmal in den Oberschenkel. Eine der Kugeln drang in Shakurs rechte Lunge ein.
Knight wurde durch Splitter am Kopf getroffen.
Shakurs Leibwächter Frank Alexander erklärte, als er mit Shakur in Knights Auto mitfahren wollte, habe Shakur ihn gebeten, stattdessen Jones’ Auto zu fahren, für den Fall, dass sie zusätzliche Fahrzeuge vom Club 662 zurück zu ihrem Hotel benötigten. Alexander berichtete in seinem Dokumentarfilm Before I Wake, dass kurz nach dem Überfall eines der Autos des Konvois dem Angreifer folgte, er aber nie etwas von den Insassen hörte. Yaki Kadafi fuhr zum Zeitpunkt der Schießerei mit Leibwächtern im Auto hinter Shakur und weigerte sich ebenso wie Mitglieder der Death-Row-Entourage, mit der Polizei zu kooperieren.
Trotz Knights Verletzungen und eines platten Reifens an seinem Fahrzeug gelang es ihm, Shakur und sich selbst eine Meile vom Tatort entfernt zum Las Vegas Boulevard und zur Harmon Avenue zu fahren. Sie wurden erneut von der Bike Patrol angehalten, die über Funk die Sanitäter alarmierte. Nach ihrem Eintreffen am Tatort brachten Polizei und Sanitäter Knight und Shakur in das University Medical Center of Southern Nevada.
Gobi Rahimi, ein Musikvideoregisseur von Death Row, der Shakur im Krankenhaus besuchte, berichtete später, dass er von einem Marketingmitarbeiter von Death Row die Nachricht erhielt, dass die Schützen die Plattenfirma angerufen und Shakur bedroht hätten. Rahimi informierte die Polizei von Las Vegas, die jedoch angab, unterbesetzt zu sein. Es kamen keine Angreifer ins Krankenhaus. Shakur sagte, er liege im Sterben, als er in die Notaufnahme getragen wurde.
Im Krankenhaus wurde Shakur stark sediert, an lebenserhaltende Maschinen angeschlossen und schließlich in ein künstliches Koma versetzt, nachdem er wiederholt versucht hatte, aus dem Bett aufzustehen. Er wurde von Kidada Jones besucht und kam wieder zu Bewusstsein, als sie Don McLeans Vincent auf dem CD-Spieler neben seinem Bett abspielte.
Knight wurde einen Tag nach der Schießerei, am 8. September, aus dem Krankenhaus entlassen, äußerte sich aber erst am 11. September. Er sagte den Beamten, er habe in der Nacht der Schießerei „etwas gehört, aber nichts gesehen“. Ein Sprecher der Beamten sagte, dass Knights Aussage nichts zu den Ermittlungen beigetragen habe. Zum Zeitpunkt von Shakurs Einlieferung ins Krankenhaus hatten die Beamten nach eigenen Angaben keine Hinweise. Sgt. Kevin Manning sagte im Laufe der Woche, dass Shakurs Umfeld gegenüber den Beamten „nicht sehr kooperativ“ gewesen sei.
Rahimi und Mitglieder von Shakurs Gruppe Outlawz bewachten Shakur, während er im Krankenhaus lag, weil sie befürchteten, dass derjenige, der Shakur angeschossen hatte, „ihn umbringen würde“. Rahimi erwähnte die Möglichkeit, dass die Outlawz Waffen mit sich führten. Am Nachmittag des 13. September 1996 starb Shakur auf der Intensivstation an einer Nachblutung, die nach der Entfernung seines rechten Lungenflügels zum Herzstillstand führte. Die Ärzte versuchten, ihn wiederzubeleben, konnten aber die Blutung nicht stoppen. Seine Mutter, Afeni Shakur, traf die Entscheidung, die medizinische Behandlung abzubrechen. Er wurde um 16:03 Uhr für tot erklärt.
Im Jahr 2014 sagte ein Polizeibeamter, der behauptete, Zeuge von Shakurs letzten Momenten gewesen zu sein, dass Shakur sich weigerte, anzugeben, wer ihn angeschossen hatte. Als der Beamte Shakur fragte, ob er die Person oder die Personen gesehen habe, die auf ihn geschossen hätten, antwortete Shakur dem Beamten als seine letzten Worte: „Fuck you“.
Sanitäter und andere Beamte, die am Tatort anwesend waren, berichteten nicht, dass sie Shakur diese Worte sagen hörten, auch nicht Knight oder Alexander, die ebenfalls anwesend waren.

## Ermittlungsberichte über den Mord
Ein Jahr nach der Schießerei sagte Sgt. Kevin Manning, der die Ermittlungen leitete, der investigativen Reporterin Cathy Scott von der Las Vegas Sun, dass der Mord an Shakur „vielleicht nie aufgeklärt wird“. Der Fall habe sich zu Beginn der Ermittlungen verlangsamt, da nur wenige neue Hinweise eingegangen seien und die Zeugen sich zurückgehalten hätten. Manning erklärte, die Ermittlungen seien zum Stillstand gekommen. E.D.I. Mean, ein Mitarbeiter Shakurs und Mitglied der Outlawz, sagte, er sei sicher, dass die Strafverfolgungsbehörden wüssten, „was passiert ist“, und fügte hinzu: „Das ist Amerika. Wir haben bin Laden gefunden.“
Im Jahr 2002 veröffentlichte die Los Angeles Times einen zweiteiligen Artikel von Chuck Philips mit dem Titel Who Killed Tupac Shakur?, die auf einer einjährigen Untersuchung beruhte. Philips berichtete, dass „die Schießerei von einer Comptoner Gang namens Southside Crips verübt wurde, um sich dafür zu rächen, dass Shakur einige Stunden zuvor eines ihrer Mitglieder verprügelt hatte. Orlando Anderson, der Crip, den Shakur angegriffen hatte, gab die tödlichen Schüsse ab. Die Polizei von Las Vegas betrachtete Anderson als Verdächtigen und befragte ihn nur einmal kurz. Anderson wurde fast zwei Jahre später bei einer Schießerei mit einer anderen Gang getötet.“ In Philips’ Artikel wurden auch Rapper von der Ostküste beschuldigt, darunter Christopher Wallace, besser bekannt als The Notorious B.I.G., Tupacs damaliger Rivale, und mehrere Kriminelle aus New York.
Der zweite Artikel in Philips’ Serie bewertete die Mordermittlungen und stellte fest, dass die Polizei von Las Vegas die Ermittlungen falsch geführt hatte. In seinem Artikel werden der Polizei von Las Vegas mehrere Fehler vorgeworfen: die Vernachlässigung des Kampfes, der sich nur wenige Stunden vor der Schießerei ereignete und an dem Shakur beteiligt war, indem er Anderson in der Lobby des MGM Grand verprügelte; das Versäumnis, ein Mitglied von Shakurs Gefolge zu befragen, das Zeuge der Schießerei war und der Polizei von Las Vegas mitteilte, dass er wahrscheinlich einen oder mehrere der Angreifer identifizieren könne, aber getötet wurde, bevor er befragt werden konnte; das Versäumnis, den Hinweis eines Zeugen weiterzuverfolgen, der einen weißen Cadillac gesehen hatte, der dem Auto ähnelte, aus dem die tödlichen Schüsse abgefeuert wurden und in dem die Angreifer entkamen.
Die israelische Zeitung Haaretz berichtete 2011, dass das FBI aufgrund eines Freedom-of-Information-Act-Antrags Dokumente veröffentlicht habe, aus denen hervorgehe, dass es gegen die Jewish Defense League wegen Erpressung von Schutzgeldern von Shakur und anderen Rappern ermittele, nachdem sie Morddrohungen gegen sie ausgesprochen hätten. Im Jahr 2017 behauptete Knight, dass er das Ziel des Anschlags gewesen sein könnte, bei dem Shakur getötet wurde, und dass es sich um einen inszenierten Coup gegen ihn handelte, um die Kontrolle über Death Row Records zu erlangen.
Am 17. Juli 2023 durchsuchte die Polizei von Las Vegas im Rahmen der Mordermittlungen das Haus von Duane Davis, einem Anführer der Crips in Kalifornien und Onkel von Orlando Anderson, in Henderson und beschlagnahmte unter anderem Computer sowie mehrere Zeitungsberichte über den Mord.
Am 29. September 2023 wurde er in Las Vegas festgenommen. Zuvor hatte Davis in Interviews und seinem Buch Compton Street Legend behauptet, am Tatort gewesen zu sein. Laut eigener Aussage sei er Beifahrer in dem Cadillac gewesen, aus dem die Schüsse abgefeuert wurden. Orlando Anderson soll der Schütze gewesen sein. Davis habe die Waffe besorgt und die Gruppe zusammengestellt, die den Mord durchführen sollte. Danach versteckte Davis die Waffe, das Auto lackierte und reparierte er, anschließend gab er es der Autovermietung zurück.

## Zeugen
Zum Zeitpunkt der Schießerei war Knights und Shakurs Fahrzeug das Führungsfahrzeug eines Konvois von etwa elf Fahrzeugen. Im Jahr nach der Schießerei erklärte Knight in einem Interview der Sendung Primetime Live des Senders ABC, er wisse nicht, wer Shakur erschossen habe, würde es den Beamten aber auch nicht sagen, wenn er es wüsste.
Zwei Tage nach der Schießerei war Kadafi in ein Handgemenge mit Polizisten verwickelt, nachdem diese einen Autofahrer, den er kannte, angehalten hatten und er dagegen protestierte. Kadafi verließ Las Vegas Tage nach Shakurs Tod und reiste nach Atlanta und Los Angeles, bevor er sich in New Jersey niederließ, wo seine Verwandten lebten. In dieser Zeit sammelten die Ermittler aus Compton Mugshots von mehreren Bandenmitgliedern, zu denen auch Anderson gehörte, und übergaben sie nach Las Vegas. Manning sagte, die Ermittler hätten Kadafis Anwalt angerufen, um ein Treffen mit dem Rapper zu vereinbaren, damit ihm die Bilder gezeigt werden könnten. Laut Manning wurden die Anrufe nicht erwidert. Die Beamten versuchten nicht, Kadafi ausfindig zu machen, der im November 1996, zwei Monate nach Shakurs Erschießung, in einem Wohnprojekt in Irvington, New Jersey erschossen wurde.
Mean und Alexander erklärten Anfang 1997 gegenüber der Times, dass sie von der Polizei von Las Vegas nie gebeten worden seien, sich Fotos möglicher Verdächtiger in diesem Fall anzusehen, obwohl sie die Schießerei beobachtet und die Männer in dem Auto gesehen hätten, aus dem die Schüsse abgefeuert worden waren. Bei einer Befragung von Alexander durch die Polizei von Las Vegas am 19. März 1997 wurde ihm eine Reihe von acht Fotos gezeigt, er konnte jedoch keinen der Verdächtigen identifizieren. Mean behauptete, alle vier Männer in dem Fahrzeug gesehen zu haben, während Alexander berichtete, das Gesicht des Verdächtigen gesehen zu haben, der Shakur erschossen hatte. In seiner polizeilichen Befragung im März 1997 sagte Alexander, er habe die Insassen des Autos des Schützen nur „in einer Art Profil“ gesehen. Die Polizei von Las Vegas bestritt die Darstellung der beiden, was sie den Beamten in der Nacht der Schießerei berichtet hatten.
In der USA-Network-Dokumentation Unsolved, die 2018 ausgestrahlt wurde, behauptete Duane Davis, mit dem Mörder von Shakur im Auto gewesen zu sein, und zwar auf dem Beifahrersitz, als die Schüsse abgefeuert wurden. Er lehnte es ab, den Namen des Schützen zu nennen, und berief sich dabei auf den „Straßenkodex“. Trotzdem gab er an, dass das Auto von Terrence Brown gefahren worden sei und dass Anderson und DeAndre Smith auf dem Rücksitz des Wagens gesessen hätten, die alle zu den Southside Crips gehörten und inzwischen verstorben waren. Er gab auch an, dass der Schütze auf dem Rücksitz gesessen habe. Im Jahr 2016 behauptete ein Mob-Piru-Mitglied und ehemaliger Death-Row-Leibwächter namens James McDonald, er habe Anderson und andere Southside Crips in einem weißen Cadillac vor dem Club 662 vorfahren sehen, der kurz vor der Schießerei auf Knights BMW auf dem Parkplatz geparkt war.

## Vorwürfe gegen The Notorious B.I.G.
Nachdem der Rapper The Notorious B.I.G. sechs Monate später erschossen worden war, gab es weit verbreitete Spekulationen über einen Zusammenhang zwischen den beiden Morden. Obwohl in ersten Berichten keine Beweise für die Verbindung angeführt wurden, behauptete der Bericht von Philips aus dem Jahr 2002, dass Wallace den Southside Crips 1 Million Dollar für den Mord an Shakur versprochen und die verwendete Waffe geliefert habe. In dem Bericht wurde später behauptet, Wallace habe nur 50.000 Dollar der versprochenen Summe gezahlt. Philips zufolge begannen die Crips mit der Planung des Mordes, nachdem sie Andersons Wunden gesehen hatten. Da sie bereits Verbindungen zu Wallace hatten und von dessen Rivalität mit Shakur wussten, baten sie ihn um einen zusätzlichen Anreiz. Philips behauptete, Wallace habe die Waffe zur Verfügung gestellt, weil er „die Genugtuung haben wollte, zu wissen, dass die tödliche Kugel aus seiner Waffe stammt“. Wallace bestritt, an dem Mord beteiligt gewesen zu sein, und seine Familie legte computergestützte Rechnungen vor, aus denen hervorging, dass Wallace in der Nacht, in der Shakur erschossen wurde, in einem New Yorker Tonstudio einen Song aufnahm. Wallaces Manager, Wayne Barrow, und der Rapper Lil’ Cease bestritten öffentlich, dass Wallace eine Rolle bei dem Verbrechen gespielt habe, und sagten, sie seien in der Nacht der Schießerei mit ihm im Studio gewesen.